# Preap In
Đây là tên người Campuchia, họ viết trước, tên viết sau: họ là Preap. Tuy vậy, tên người Campuchia hiện đại theo kí tự Latin thường được viết theo thứ tự Tây phương (tên trước họ sau). Ngoài ra, tên còn có thể kèm các danh hiệu tôn xưng phía trước.
Preap In (1938 – 1964) là một nhà bất đồng chính kiến nền chính trị Campuchia trong thập niên 1950 – 1960. Ngoài ra, ông còn là cán bộ cao cấp của Khmer Serei, một lực lượng dân quân cánh hữu được thành lập để phản đối chế độ của Hoàng thân Norodom Sihanouk, phần lớn ông được biết đến vì những nỗ lực đàm phán trực tiếp với Sihanouk vào năm 1963 nhưng không thành công, kết quả là ông bị bắt và xử bắn.

## Tiểu sử

### Thiếu thời
Preap In sinh ở Kampong Trach, Kampot, trong một gia đình nông dân và là cháu trai của In Tam, nguyên tỉnh trưởng và nhà chính trị Campuchia nổi bật của những năm sau độc lập. Ông từng học kỹ sư ở Phnôm Pênh, về sau gia nhập Đảng Dân chủ, một đảng cánh tả ủng hộ độc lập đã bị lôi cuốn vào phong trào Sangkum của Sihanouk vào thập niên 1950 sau này. Ngoài ra, ông còn gia nhập Khmer Serei, một phong trào du kích chống cộng sản và chống người theo chính thể quân chủ do nhà chính trị lưu vong Sơn Ngọc Thành thành lập; Khmer Serei hoạt động chủ yếu ở khu vực biên giới Thái Lan và Nam Việt Nam, được cho là do CIA tài trợ một phần. Sihanouk về sau đã mô tả ông như là cánh tay phải đắc lực của Sơn Ngọc Thành.

### Hoạt động chính trị
Chú của Preap In là In Tam được cho là đã gặp cháu trai và đề nghị đảm bảo sẽ được an toàn khi tiến hành đàm phán trực tiếp với Sihanouk trong Quốc hội. Sihanouk mô tả In đã nhầm lẫn nếu hắn đàm phán với Sihanouk để "nhượng bộ", mặc dù điều này trông có vẻ như cường điệu. Xem chừng In đã đưa ra lời đề nghị có liên quan đến sự trở lại của Sơn Ngọc Thành về Campuchia, dù nó có thực là một âm mưu đảo chính hay chỉ đơn thuần là ân xá cho Thành vẫn chưa rõ ràng. Preap In và viên cộng sự, Saing San (một tài xế tại Cung điện Hoàng gia) đã bị bắt giữ ở Takeo vào ngày 19 tháng 11 năm 1963; họ bị nhốt trong cũi mang tới Phnôm Pênh và đem trưng tại nơi công cộng. Saing San sớm được thả ra, còn Preap In thì bị dẫn tới trước Quốc hội và sẵn sàng thú nhận rằng tổ chức của ông, Khmer Serei, do CIA tài trợ và chỉ đạo với ý định lật đổ Sihanouk. Sihanouk yêu cầu Quốc hội quyết định số phận của In và làm sáng tỏ câu trả lời bằng lời tuyên án tử hình. Sau đó ông được giao cho một tòa án quân sự xét xử và kết án tử hình ngay lập tức; "trong trường hợp của hắn, tôi không có sự kiềm chế trong việc ký giấy chứng tử", Sihanouk nhận xét. Vụ Preap In đã được Sihanouk nhấn mạnh để từ chối viện trợ của Mỹ từ năm 1963.

### Xử tử
Preap In bị xử bắn tại Trapeang Kraleung, tỉnh Kampong Speu vào tháng 1 năm 1964. Vụ xử tử đã được quay phim, và một cuốn phim thời sự mười lăm phút đã được trình chiếu tại các rạp chiếu phim trên khắp Campuchia trong một tháng trước khi đem ra công chiếu chính thức; nhiều người Campuchia đã vô cùng sửng sốt bởi bộ phim mà vẫn còn trong ký ức của họ suốt nhiều năm. Kết quả là Preap In vẫn còn được tưởng nhớ ở Campuchia như một nhân vật chống đối Sangkum: đương kim Thủ tướng Campuchia Hun Sen, có nhiều lần đe dọa sẽ phát sóng bộ phim xử tử In như là một phần của những bất đồng trước dư luận đang diễn ra giữa ông với Sihanouk.